# Сан-Педру-ду-Сул (Риу-Гранди-ду-Сул)
Сан-Педру-ду-Сул (порт. São Pedro do Sul) — муниципалитет в Бразилии, входит в штат Риу-Гранди-ду-Сул. Составная часть мезорегиона Западно-центральная часть штата Риу-Гранди-ду-Сул. Входит в экономико-статистический микрорегион Санта-Мария. Население составляет 16 876 человек на 2006 год. Занимает площадь 873,592 км². Плотность населения — 19,3 чел./км².
Праздник города — 22 марта.

## История
Город основан 22 марта 1926 года.

## Статистика
- Валовой внутренний продукт на 2003 составляет 143.424.034,00 реалов (данные: Бразильский институт географии и статистики).
- Валовой внутренний продукт на душу населения на 2003 составляет 8.472,59 реалов (данные: Бразильский институт географии и статистики).
- Индекс развития человеческого потенциала на 2000 составляет 0,772 (данные: Программа развития ООН).